# Endomychus jureceki
Endomychus jureceki es una especie de coleóptero de la familia Endomychidae.

## Distribución geográfica
Habita en Vladivostok (Rusia).